# ام هارازی
ام هارازی یک منطقهٔ مسکونی در چاد است که در Salamat Region واقع شده‌است.